# 規則 (EU) No 910/2014
域内市場における電子取引のための電子識別子およびトラストサービスならびに指令1999/93/ECの廃止に関する2014年7月23日の欧州議会および理事会規則（EU）No 910/2014（英: REGULATION (EU) No 910/2014 OF THE EUROPEAN PARLIAMENT AND OF THE COUNCIL of 23 July 2014 on electronic identification and trust services for electronic transactions in the internal market and repealing Directive 1999/93/EC; eIDAS）とは、欧州連合内の電子取引における信用の強化を推進していくための規則である。一般市民、企業、公的機関が電子情報を安全にやり取りするための共通基盤を整備し、これにより欧州連合内の公的、私的なオンラインサービス、電子ビジネス、電子商取引を効率化することをその意義としている。

## 内容

### 構成
本規則は六つの章と四つの附則から構成される。
- 第1章 GENERAL PROVISIONS (一般規定)
- 第2章 ELECTRONIC IDENTIFICATION (電子識別子)
- 第3章 TRUST SERVICES (トラストサービス)
  - 第1節 General provisions (一般規定)
  - 第2節 Supervision (監督)
  - 第3節 Qualified trust services (適格トラストサービス)
  - 第4節 Electronic signatures (電子署名)
  - 第5節 Electronic seals (電子シール)
  - 第6節 Electronic time stamps (電子タイムスタンプ)
  - 第7節 Electronic registered delivery services (電子登録配送サービス)
  - 第8節 Website authentication (ウェブサイト認証)
- 第4章 ELECTRONIC DOCUMENTS (電子文書)
- 第5章 DELEGATIONS OF POWER AND IMPLEMENTING PROVISIONS (権限と既定の履行の委譲)
- 第6章 FINAL PROVISIONS (最終規定)
- 附則1 REQUIREMENTS FOR QUALIFIED CERTIFICATES FOR ELECTRONIC SIGNATURES (電子署名の適格証明に対する要件)
- 附則2 REQUIREMENTS FOR QUALIFIED ELECTRONIC SIGNATURE CREATION DEVICES (適格電子署名生成器に対する要件)
- 附則3 REQUIREMENTS FOR QUALIFIED CERTIFICATES FOR ELECTRONIC SEALS (電子シールの適格証明に対する要件)
- 附則4 REQUIREMENTS FOR QUALIFIED CERTIFICATES FOR WEBSITE AUTHENTICATION (ウェブサイトの適格証明に対する要件)

## 本規則を適用する他の規則等
- 決済サービス指令（英語版）[1]
- 委員会実施細則 (EC) No 2017/656[1]